# Diane Lane
Diane Colleen Lane (New York, 22 gennaio 1965) è un'attrice statunitense.
Nel corso della sua carriera ha ottenuto una candidatura ai Premi Oscar 2003 come miglior attrice protagonista, ai Golden Globe come "miglior attrice in un film drammatico" e agli Screen Actors Guild Award come "miglior attrice cinematografica" per L'amore infedele - Unfaithful (2002). Ha ottenuto altre due candidature ai Golden Globe per il film Sotto il sole della Toscana (2003) e per il film TV Cinema Verite (2011).

## Biografia
Nata a New York, figlia dell'insegnante di recitazione Burt Lane e di Colleen Farrington, playmate per il mese di ottobre 1957 di Playboy, a 13 anni è nel cast del musical Runaways di Elizabeth Swados. Al cinema riceve due Young Artist Award per le sue interpretazioni nei film Una piccola storia d'amore (1979) e Touched by Love (1980). Completata con successo la transizione da attrice bambina (e adolescente) ad attrice adulta, ottiene subito successo presso il pubblico con I ragazzi della 56ª strada (1982) e Rusty il selvaggio (1983), e per un certo periodo è tra i membri principali di quel gruppo di attori soprannominato Brat Pack.
I due film destinati a lanciarla tra le stelle di Hollywood, Strade di fuoco (1984) e The Cotton Club (1984), risultano però due fiaschi al botteghino e la sua carriera di conseguenza ne soffre. Nel 1995 partecipa al film d'azione Dredd - La legge sono io, interpretando il giudice Hershey, l'interesse amoroso del protagonista con un ruolo secondario. Ritorna al successo con il film A Walk on the Moon - Complice la luna (1999), che la pone all'attenzione in ruoli più maturi. Ottiene una candidatura al premio Oscar alla miglior attrice per la sua interpretazione in L'amore infedele - Unfaithful (2002).

## Vita privata
Sul set del film Love Dream (1988), conosce l'attore Christopher Lambert, con il quale è stata sposata dal 1988 al 1994 e dal quale ha avuto una figlia, Eleanor Jasmine, nata il 5 settembre 1993. Il 14 agosto 2004 sposa l'attore Josh Brolin. Il 20 dicembre dello stesso anno il neo marito viene arrestato per violenza coniugale dopo una discussione con lei; la Lane ha dichiarato in seguito che non aveva intenzione di far arrestare il marito e che si era trattato di un fraintendimento. La coppia ha divorziato nel novembre 2013.

## Filmografia

### Cinema
- Una piccola storia d'amore (A Little Romance), regia di George Roy Hill (1979)
- Touched by Love, regia di Gus Trikonis (1980)
- Branco selvaggio (Cattle Annie and Little Britches), regia di Lamont Johnson (1980)
- Ladies and Gentlemen, the Fabulous Stains, regia di Lou Adler (1981)
- National Lampoon Goes to the Movies, regia di Bob Giraldi e Henry Jaglom (1982)
- I ragazzi della 56ª strada (The Outsiders), regia di Francis Ford Coppola (1982)
- Rusty il selvaggio (Rumble Fish), regia di Francis Ford Coppola (1983)
- Strade di fuoco (Streets of Fire), regia di Walter Hill (1984)
- Cotton Club (The Cotton Club), regia di Francis Ford Coppola (1984)
- Braccio vincente (The Big Town), regia di Ben Bolt (1987)
- All'improvviso uno sconosciuto (Lady Beware), regia di Karen Arthur (1987)
- Love Dream, regia di Charles Finch (1988)
- Vital signs: un anno, una vita (Vital Signs), regia di Marisa Silver (1990)
- Discesa pericolosa (Descending Angel), regia di Jeremy Kagan (1990)
- Scacco mortale (Knight Moves), regia di Carl Schenkel (1992)
- Un uomo, una donna, una pistola (My New Gun), regia di Stacy Cochran (1992)
- Rakuyō, regia di Rou Tomono (1992)
- Charlot (Chaplin), regia di Richard Attenborough (1992)
- Ritorno a Tamakwa - Un'estate indiana (Indian Summer), regia di Mike Binder (1993)
- Dredd - La legge sono io (Judge Dredd), regia di Danny Cannon (1995)
- Wild Bill, regia di Walter Hill (1995)
- Jack, regia di Francis Ford Coppola (1996)
- Il tempo dei cani pazzi (Mad Dog Time), regia di Larry Bishop (1996)
- Murder at 1600 - Delitto alla Casa Bianca, regia di Dwight H. Little (1997)
- Amori sospesi (The Only Thrill), regia di Peter Masterson (1997)
- Inganno ad Atlantic City (Gunshy), regia di Jeff Celentano (1998)
- A Walk on the Moon - Complice la luna (A Walk on the Moon), regia di Tony Goldwyn (1999)
- Il mio cane Skip (My Dog Skip), regia di Jay Russell (2000)
- La tempesta perfetta (The Perfect Storm), regia di Wolfgang Petersen (2000)
- Hardball, regia di Brian Robbins (2001)
- Prigione di vetro (The Glass House), regia di Daniel Sackheim (2001)
- L'amore infedele - Unfaithful (Unfaithful), regia di Adrian Lyne (2002)
- Sotto il sole della Toscana (Under the Tuscan Sun), regia di Audrey Wells (2003)
- Gioventù violata (Fierce People), regia di Griffin Dunne (2005)
- Partnerperfetto.com (Must Love Dogs), regia di Gary David Goldberg (2005)
- Hollywoodland, regia di Allen Coulter (2006)
- Nella rete del serial killer (Untraceable), regia di Gregory Hoblit (2008)
- Jumper - Senza confini (Jumper), regia di Doug Liman (2008)
- Come un uragano (Nights in Rodanthe), regia di George C. Wolfe (2008)
- Killshot, regia di John Madden (2008)
- Un anno da ricordare (Secretariat), regia di Randall Wallace (2010)
- L'uomo d'acciaio (Man of Steel), regia di Zack Snyder (2013)
- Ogni cosa è segreta (Every Secret Thing), regia di Amy J. Berg (2014)
- L'ultima parola - La vera storia di Dalton Trumbo (Trumbo), regia di Jay Roach (2015)
- Batman v Superman: Dawn of Justice, regia di Zack Snyder (2016)
- Parigi può attendere (Paris Can Wait), regia di Eleanor Coppola (2016)
- The Silent Man (Mark Felt: The Man Who Brought Down the White House), regia di Peter Landesman (2017)
- Justice League, regia di Zack Snyder (2017)
- Serenity - L'isola dell'inganno (Serenity), regia di Steven Knight (2019)
- Uno di noi (Let Him Go), regia di Thomas Bezucha (2020)
- Zack Snyder's Justice League, regia di Zack Snyder (2021)

### Televisione
- Great Performances – serie TV, 1 episodio (1981)
- Colomba solitaria (Lonesome Dove), regia di Simon Wincer – miniserie TV, 4 puntate (1989)
- Fallen Angels – serie TV, 1 episodio (1993)
- Un tram che si chiama Desiderio (A Streetcar Named Desire), regia di Glenn Jordan – film TV (1995)
- Cinema Verite, regia di Shari Springer Berman e Robert Pulcini – film TV (2011)
- House of Cards - Gli intrighi del potere (House of Cards) – serie TV, 7 episodi (2018)
- Y - L'ultimo uomo (Y: The Last Man) – serie TV, 10 episodi (2021)
- Un uomo vero - miniserie TV, 6 episodi (2024)
- Feud – serie TV, 8 episodi (2024)

Doppiatrice
- Inside Out (2015)
- Inside Out 2 (2024)

## Riconoscimenti
- Premi Oscar
  - 2003 (nomination) - Miglior attrice protagonista per L'amore infedele - Unfaithful

- Golden Globe
  - 2003 (nomination) - Migliore attrice in un film drammatico per L'amore infedele - Unfaithful
  - 2004 (nomination) - Migliore attrice in un film commedia o musicale per Sotto il sole della Toscana
  - 2012 (nomination) - Miglior attrice in una mini-serie o film per la televisione per Cinema Verite

- Premio Emmy
  - 1989 (nomination) - Miglior attrice protagonista in una miniserie o film per Lonesome Dove
  - 2011 (nomination) - Miglior attrice protagonista in una miniserie o film per Cinema Verite

- Satellite Award
  - 2003 - Migliore attrice in un film drammatico per L'amore infedele - Unfaithful
  - 2004 - Nomination Miglior attrice in un film commedia o musicale per Sotto il sole della Toscana
  - 2011 - Nomination Miglior attrice in una mini-serie o film per la televisione per Cinema Verite

- Screen Actors Guild Award
  - 2003 - Nomination Miglior attrice protagonista per L'amore infedele - Unfaithful
  - 2012 - Nomination Migliore attrice in una miniserie o film per la televisione per Cinema Verite

- Young Artist Award
  - 1979 - Best Juvenile Actress in A Motion Picture

## Doppiatrici italiane
Nelle versioni in italiano delle opere in cui ha recitato, Diane Lane è stata doppiata da:
- Roberta Pellini in L'amore infedele - Unfaithful, Come un uragano, L'uomo d'acciaio, House of Cards - Gli intrighi del potere, L'ultima parola - La vera storia di Dalton Trumbo, Batman v Superman: Dawn of Justice, The Silent Man, Justice League, Feud, Zack Snyder’s Justice League, Y - L'ultimo uomo, Extrapolations - Oltre il limite
- Isabella Pasanisi in Scacco mortale, Ritorno a Tamakwa - Un'estate indiana, Fallen Angels, Dredd - La legge sono io, La tempesta perfetta, Hardball
- Emanuela Rossi in Colomba solitaria, Amori sospesi, Partnerperfetto.com, Jumper - Senza confini
- Roberta Greganti ne Il mio cane Skip, Hollywoodland, Un anno da ricordare, Uno di noi
- Laura Mercatali ne I ragazzi della 56ª strada, Rusty il selvaggio
- Rossella Izzo in Strade di fuoco, Sotto il sole della Toscana
- Claudia Balboni in Cotton Club, Charlot
- Pinella Dragani in Jack, Prigione di vetro
- Claudia Catani in Parigi può attendere, Serenity - L'isola dell'inganno
- Barbara Castracane in Braccio vincente
- Cinzia De Carolis in All'improvviso uno sconosciuto
- Caterina Sylos Labini in Love Dream
- Alessandra Korompay in Un uomo, una donna, una pistola
- Barbara Castracane in Wild Bill
- Ilaria Stagni in Un tram che si chiama Desiderio
- Licinia Lentini in Il tempo dei cani pazzi
- Laura Boccanera in Murder at 1600 - Delitto alla Casa Bianca
- Rosalba Caramoni in A Walk on the Moon - Complice la luna
- Franca D'Amato in Nella rete del serial killer
- Francesca Fiorentini in Killshot
- Roberta Paladini in Cinema Verite
- Alessandra Cassioli in The Romanoffs

Da doppiatrice è sostituita da:
- Claudia Catani in Inside Out, Il primo appuntamento di Riley, Inside Out 2, Dream Productions